# غرنوقي رمادي
غرنوقي رمادي (الاسم العلمي:Geranium cinereum) هو نوع من النباتات يتبع جنس الغرنوقي من الفصيلة الغرنوقية.